# Krafsídonas

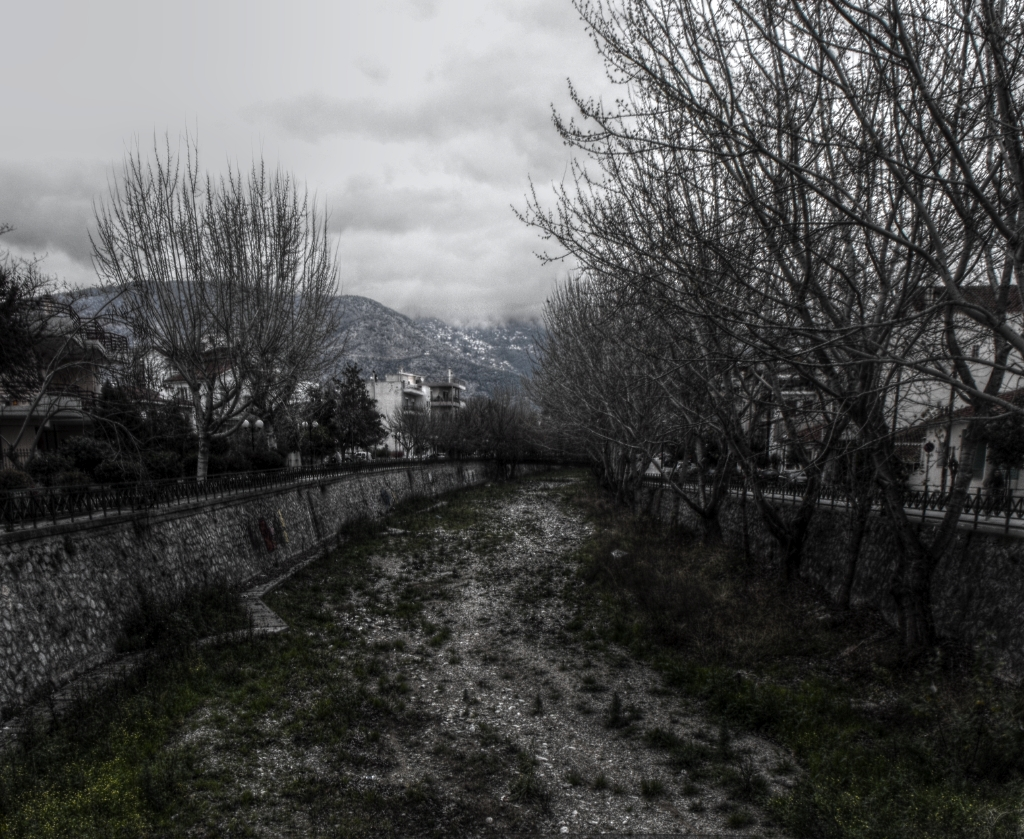
El Krafsídonas seco en marzo de 2011

El río Krafsídonas (en griego: Κραυσίδωνας) es, con 12 km de longitud, el torrente más largo que fluye únicamente en el interior del municipio de Volos (Grecia). Nace en el monte Pelión, y fluye hacia el suroeste hasta el golfo Pagasético, pasando por localidades como Volos, Nea Ionia y Portariá. Existen varios puentes que cruzan el río.

## Inundaciones

### Octubre de 2006
El 9 de octubre de 2006, una inundación causada por lluvias torrenciales dañó cultivos y numerosas viviendas. Un puente ferroviario que conectaba Volos con Larisa se derrumbó al ceder el soporte de piedra central ante una mezcla de rocas, barro y escombros arrastrados por un río crecido. Casi una quinta parte de la ciudad fue afectada por corrimientos de tierra.

### Septiembre de 2023
Otra grave inundación del Krafsídonas tuvo lugar el 5 de septiembre de 2023, como consecuencia de la tormenta Daniel, que descargó fuertes precipitaciones en parte de Grecia, especialmente Volos, donde cayeron hasta 800 mm.